# Chris Vrenna
Chris Alan Vrenna (Erie, Pensilvânia, 23 de Fevereiro de 1967) é um músico estadunidense. Ganhou o prémio Grammy como produtor, engenheiro, remixer, e fundador da banda eletrônica Tweaker. Vrenna tocou também bateria para a banda de rock industrial Nine Inch Nails entre 1989 a 1997.
Em meados do fim dos anos 80' Chris foi para Chicago, e rapidamente tornou-se parte da música industrial de Chicago e esteve, durante pouco tempo, membro dos Die Warzau e Stabbing Westward.
Mais tarde Vrenna voltou a "conectar-se" com Trent Reznor, quem ele conheceu no início de 1980, quando ambos estavam em Cleveland, Ohio na banda Exotic Birds. Como parte do Nine Inch Nails, além de contribuir com canções como "Gave Up", "Wish", "The Perfect Drug" e "Hurt", pode ser visto em clipes da banda da época como "March of the Pigs". Vrenna ganhou um prémio Grammy de "Best Metal Performance" para a execução do Nine Inch Nails de "Happiness in Slavery" durante o Woodstock '94.
Também fez uma turnê como baterista para os KMFDM durante a era de turnês Money, em 92. Ele actualmente está gravando com o nome Tweaker, e já criou três álbuns com esse nome, The Attraction To All Things Uncertain (2001), 2am Wakeup Call (2004) e And Then There's Nothing (2013), além de abrir shows do Skinny Puppy em 2004. 
Como produtor, remixer ou engenheiro, Vrenna trabalhou para Rammstein, The Rasmus, U2, Weezer, P.O.D., David Bowie, Cold, underwater, Scarling, The Smashing Pumpkins, Hole, Marilyn Manson, Rob Zombie, Green Day, Adema,the Wallflowers, e para a banda rock japonesa Dir en grey. Ele também trabalhou com a banda de underground industrial Pigface e produziu músicas e álbuns para as bandas underground TCR, Jack Off Jill, e Rasputina.
Chris Vrenna também fez músicas para alguns jogos, tais como Doom 3 (junto de seu companheiro no Tweaker, Clint Walsh), Quake 4, American McGee's Alice (com voz adicional da cantora do Jack Off Jill, Jessicka), Enter the Matrix, Sonic the Hedgehog, Area 51, Tabula Rasa, Call of Duty: Advanced Warfare, Quake Champions e Need for Speed Most Wanted. Ele ajudou também a compor a música-tema para a série animada Xiaolin Showdown.
Chris foi programador de Billy Corgan durante 4 meses em 1997. Enquanto ele esteve na turnê com o Smashing Pumpkins, Vrenna recebeu uma chamada de Axl Rose, que o convidou para passar algum tempo com o Guns N' Roses. Vrenna declarou que passou alguns meses, durante o qual Axl trabalhava no que se tornaria Chinese Democracy, antes de desistir por não ter o tempo necessário para o compromisso.
Vrenna foi escolhido para assumir as responsabilidade de baterista do Marilyn Manson depois de Ginger Fish se machucar numa turnê em 2004, e então se tornou tecladista da banda no lugar de Madonna Wayne Gacy. Vrenna co-produziu os álbums The High End of Low (2009) e Born Villain (2012), e deixou o grupo em 2011 para se dedicar a trabalhos como compositor.
Em 2020, Vrenna foi um dos 6 músicos introduzidos no Hall da Fama do Rock and Roll como parte do Nine Inch Nails.